# 齊克萊尼

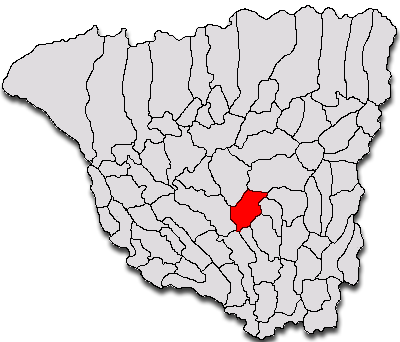

齊克萊尼是羅馬尼亞的城鎮，由戈爾日縣負責管轄，距離首府特爾古日烏19公里，面積72.29平方公里，海拔高度187米，2009年人口5,285，大多數居民信奉東正教。